# Can Lau (Martorelles)

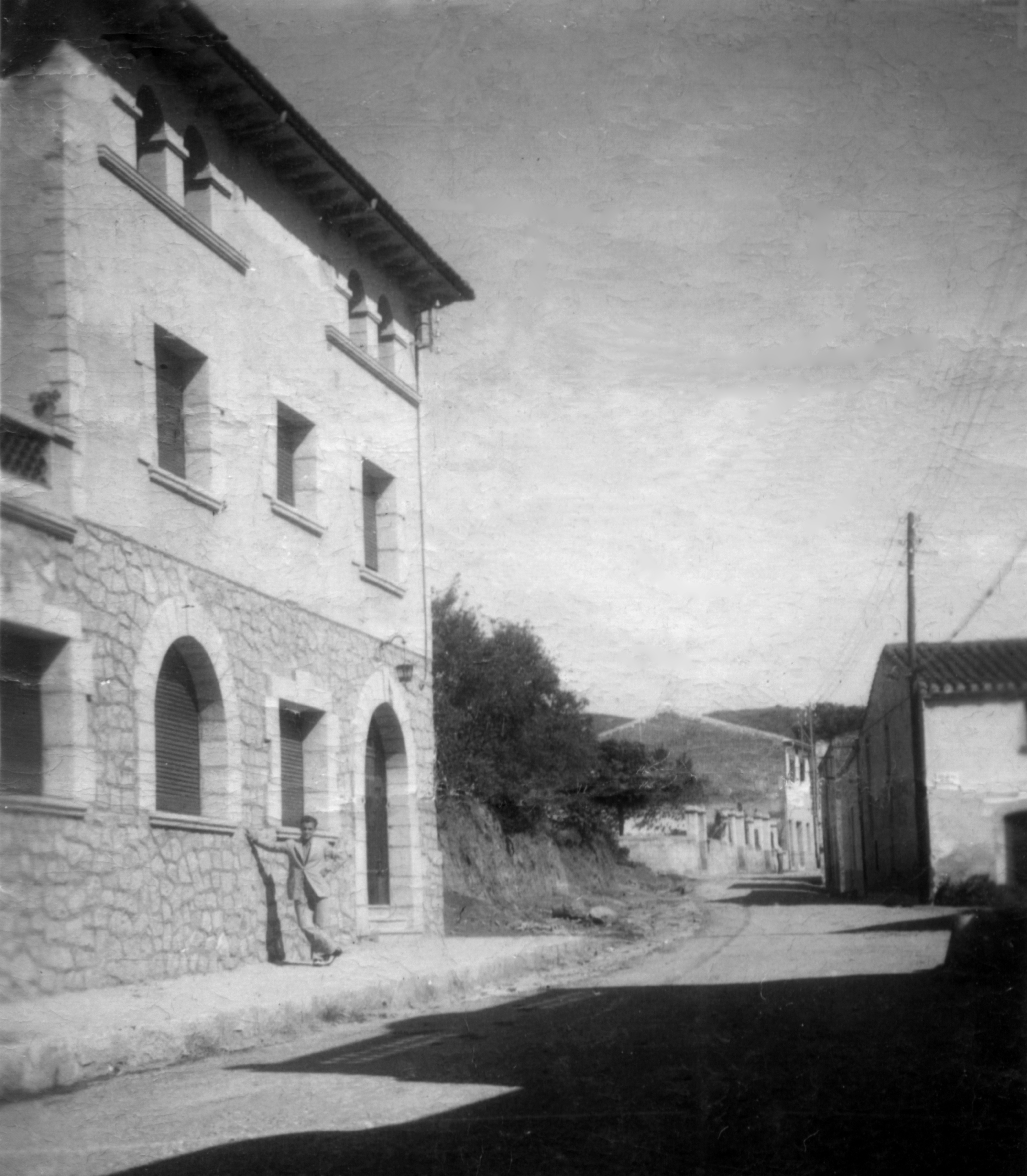
Can Lau, amb el seu hereu davant, al voltant de l'any 1947

Can Lau és un edifici noucentista situat al nucli antic del municipi de Martorelles, al Vallès Oriental.
Fou projectat l'any 1933 per l'arquitecte Marià Romaní i Rius.